# Хрістіан Ярош
Хрістіан Ярош (словац. Christián Jaroš; 2 квітня 1996, м. Кошиці, Словаччина) — словацький хокеїст, захисник. Виступає за ХК «Лулео» у Шведській хокейній лізі.
Вихованець хокейної школи ХК «Кошиці». Виступав за ХК «Лулео», ХК «Асплевен».
У чемпіонатах Швеції — 14 матчів (0+1).
У складі молодіжної збірної Словаччини учасник чемпіонату світу 2015. У складі юніорської збірної Словаччини учасник чемпіонату світу 2014.
Досягнення
- Переможець Ліги чемпіонів (2015)
- Бронзовий призер молодіжного чемпіонату світу (2015).